# Charles J. Folger
Charles James Folger, född 16 april 1818 i Nantucket, Massachusetts, USA, död 4 september 1884 i Geneva, New York, var en amerikansk republikansk politiker och jurist.

## Biografi
Folger var senator i New Yorks senat mellan 1862 och 1869 samt var delegat till delstaten New Yorks konstitutionskonvention 1867. Han var också delegat till Republikanernas partimöte 1868.
Han var domare i New York Court of Appeals 1870-1880 och var därefter domstolens ordförande 1880-1881. Han tjänstgjorde som USA:s finansminister under president Chester A. Arthur 1881-1884 och avled i ämbetet. Under Folgers tid som finansminister hade USA:s federala statsmakt det största budgetöverskottet i dess historia.